# Güicán
Güicán de la Sierra, llamado también Nuestra Señora de la Candelaria de Güicán, es un municipio colombiano ubicado en la Provincia de Gutiérrez, en el departamento de Boyacá. Se encuentra a 255 km de Tunja, capital del departamento. Güicán se caracteriza porque un 81% del territorio de su jurisdicción hace parte del Parque Nacional Natural El Cocuy. 

## Toponimia
En la época precolombina, el territorio del actual municipio de Güicán estaba habitado por los indígenas güicanes, tribu emparentada con los U'wa (también conocidos como tunebos), dirigida por el cacique Güaicaní. El topónimo de Güicán, en idioma indígena, significa «en el cercado de la esposa».

## Historia
El conquistador del territorio fue Hernán Pérez de Quesada, quien arribó con su ejército en busca de oro. Los aborígenes se retiraron detrás de la Sierra Nevada para colocarse fuera del alcance de los españoles. El municipio fue fundado por el padre Miguel Blasco, de la Compañía de Jesús, el 26 de febrero de 1756.
En 1761, Basilico Vicente de Oviedo describió la población:

En  cinco años se ha adelantado mucho y va en aumento. Su iglesia de maderas y paja, con los precisos ornatos y una Virgen milagrosa que juzgo le dio uno de los dos principales. Los indios son muy devotos  en cuanto se convierten, y trabajadores, y dan su primicia al cura, cuya renta es solo esta. El país frío al pie de la Sierra nevada, pero ameno...

Esta reducción contaba en 1764 con 310 personas. El primer libro de bautismos de Güicán tiene el siguiente título: Libro desde el veinte y seis de febrero de mil setecientos cincuenta y seis, en que dio principio a este pueblo de Nuestra Señora de la Concepción de Güicán. Habiendo venido a él por primer misionero y por orden de sus superiores el padre Miguel Blasco de la Compañía de Jesús.
El 24 de febrero de 1814 se declaró la independencia de España en Güicán, convirtiéndose en uno de los primeros municipios libres de la Nueva Granada.

## Geografía
Güicán está delimitado por Arauca al este y el resto por municipios aledaños de su propio departamento:
| Noroeste: Chiscas             | Norte: Cubará | Nordeste: Saravena, Fortul ( Arauca)       |
| Oeste: Chiscas                |               | Este: Límite entre Fortul y Tame ( Arauca) |
| Suroeste: El Espino, Panqueba | Sur: El Cocuy | Sureste: Tame ( Arauca)                    |

Datos del Municipio
- Extensión: 934.04 km².
- Altitud: 2963 m s. n. m.

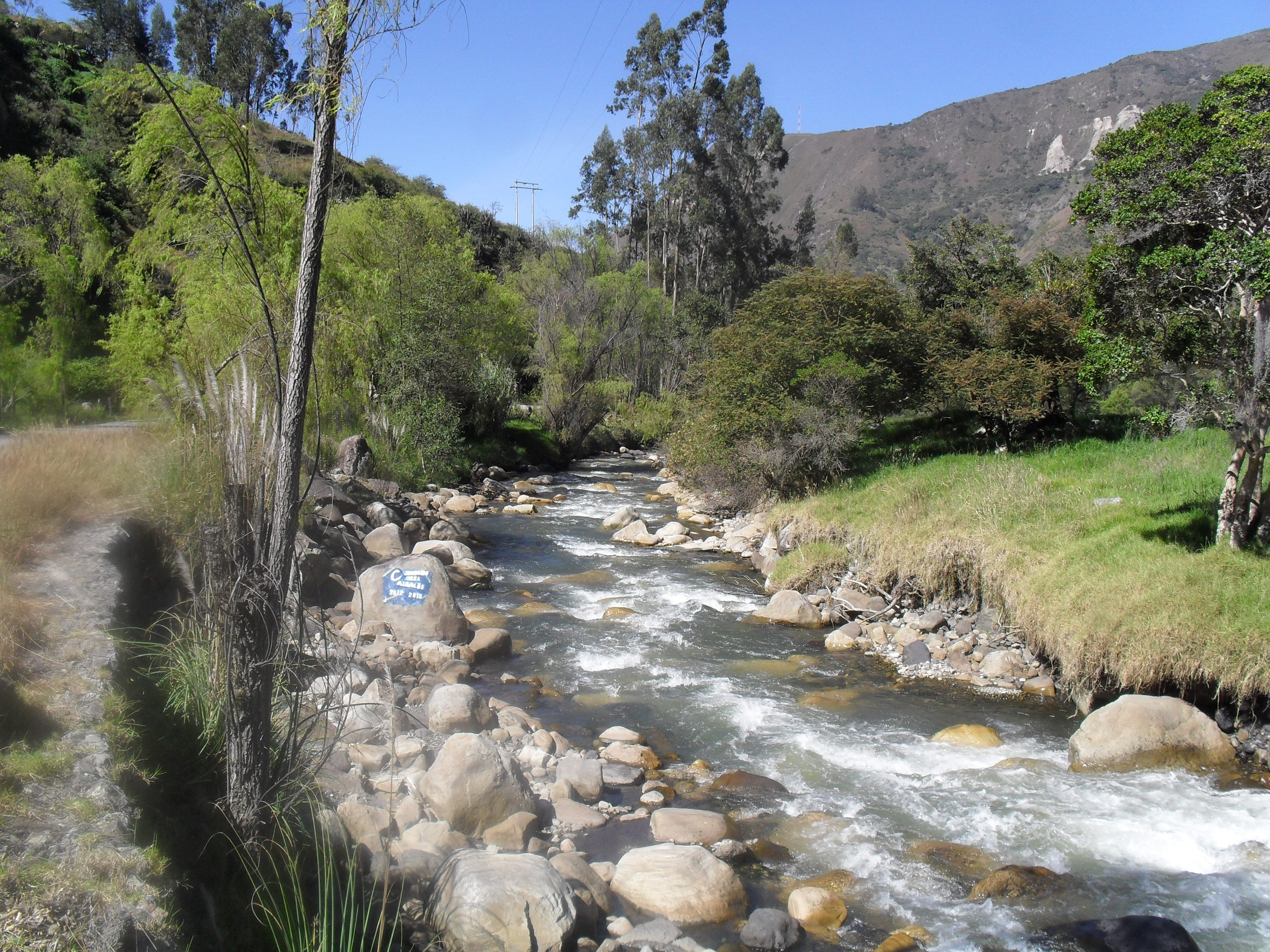
Río Cóncavo a su paso por Güicán.

- Temperatura promedio anual: 12.2 °C.
- Distancia de referencia: 255 km de Tunja, capital del departamento de Boyacá.

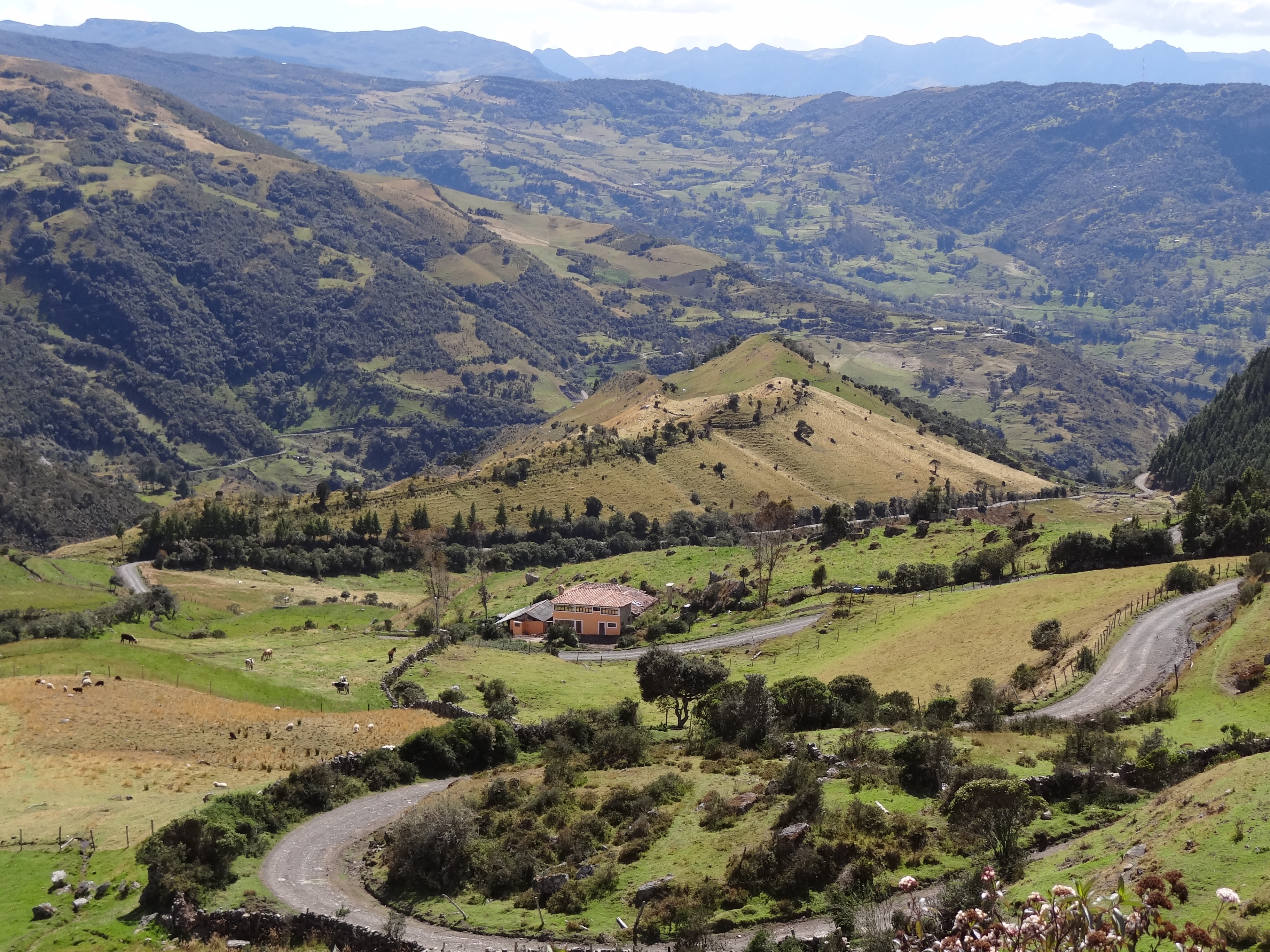
Vista del sector rural de Güicán.

Barrios
- Balconcitos
- Corabastos
- Jardines
- La Inmaculada
- Laureles
- Paraíso
- Progreso
- Villa Nevada

Veredas
- El Calvario
- El Centro
- El Jordán
- El Tabor
- Vista del sector rural de Güicán.San Antonio De La Cueva
- La Unión
- San Ignacio
- San Juan De Nepomuceno
- San Luis
- San Roque

Resguardos
- Resguardo U'wa

## Religión

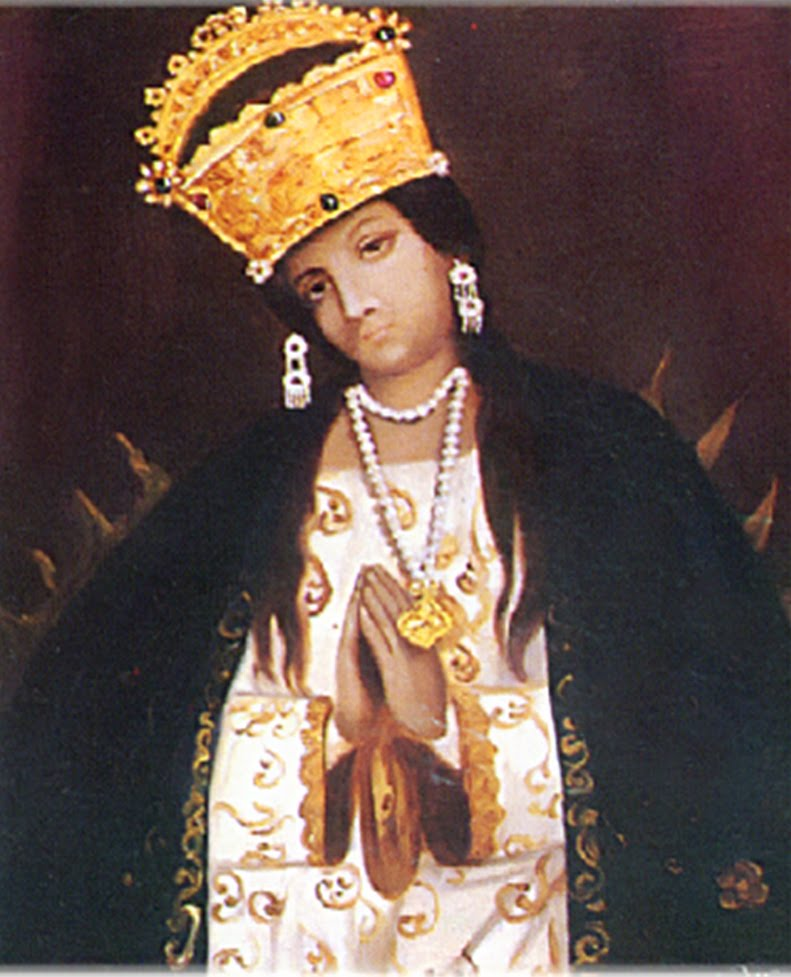
Virgen Morenita de Güicán.

### Virgen Morenita de Güicán
En los primeros años de la conquista española, con la llegada de los misioneros a las ariscas regiones del norte de Boyacá, empezó la labor evangelizadora. Uno de estos sacerdotes, queriendo ganar el afecto de las aguerridas tribus de la región, le ofreció a su cacique, llamado Güaicaní, un bello cuadro de la Madre de Dios. Grande fue su sorpresa cuando éste, rechazándolo, dijo: «No lo queremos, porque nosotros tenemos otro mejor y más hermoso, legado a nuestros ante pasados por un anciano venerable que nos enseñó a quererla; y por lo tanto, jamás la cambiaremos, ni Ella nos dejará».

Los españoles quisieron conocer la imagen de la que el cacique había hablado, pero los nativos se negaron y remontándola hacia la nieve la ocultaron en la Cueva de la Cuchumba, con la mayor seguridad. Pasaron muchos años y la imagen permanecía oculta en la escarpada gruta que aquella tribu escogió por morada, sitio misterioso de la Sierra Nevada, que al penetrarla, llena el alma de gran emoción y de profundo respeto.

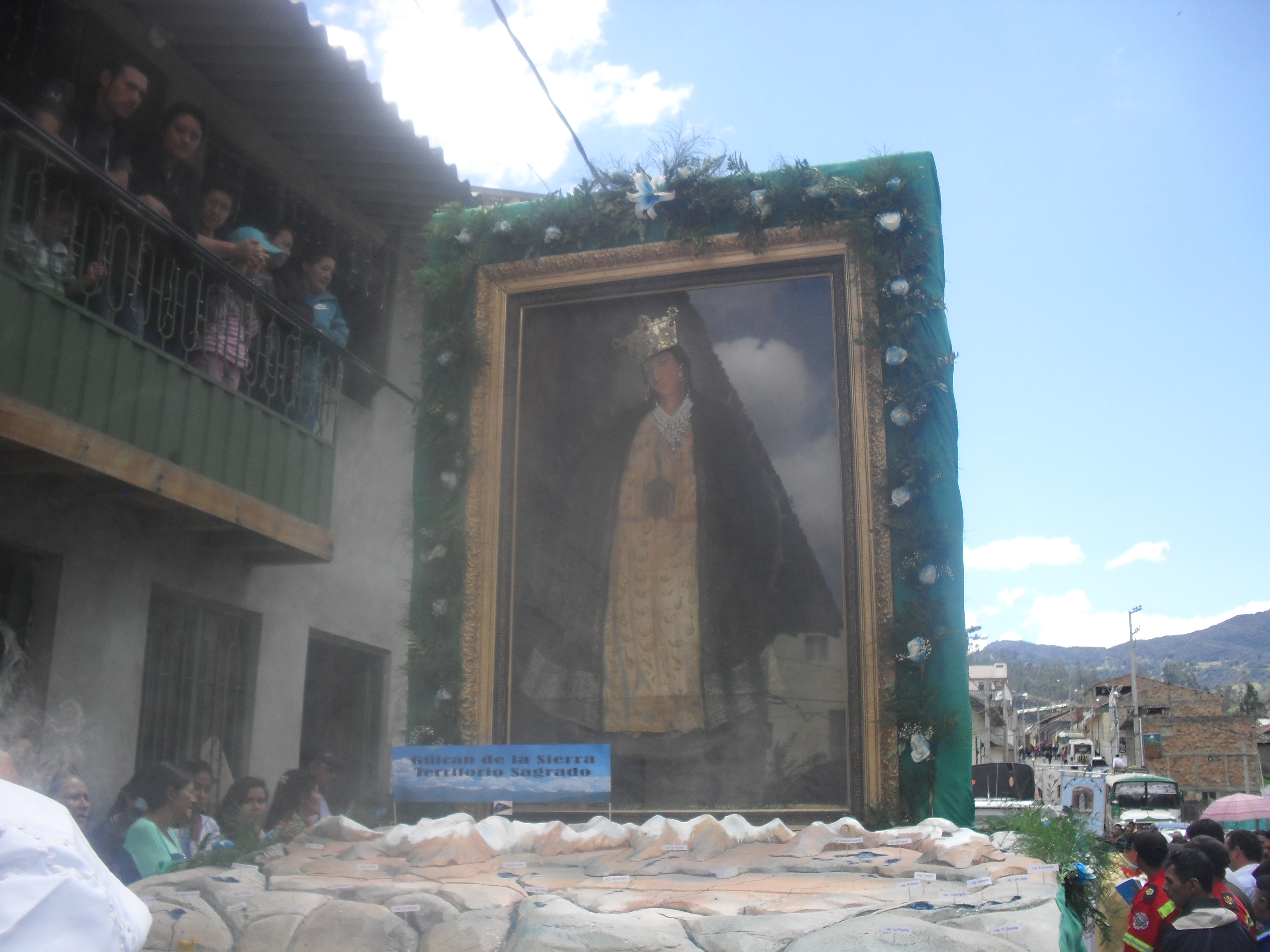
Fiestas patronales en Güicán - Carroza de la Virgen Morenita.

Pero un día, el R. P. Miguel Blasco, quien prudentemente se hizo a la confianza del cacique Güaicaní, logró que pacíficamente la dejaran ver y trasladar al caserío; esto se efectuó con solemnidad, y en medio de una gran fiesta, la eligieron como reina y patrona del pueblo recién fundado, bajo el nombre de Nuestra Señora de la Candelaria de Güicán. 
Con gran esfuerzo el pueblo erigió un Santuario, muestra de su gratitud y fe. Misteriosamente, en una de las bases de la construcción apareció grabada la inscripción MonuMentuM, demostración indeleble y plena de que la obra era grata al Hijo de la Virgen. Innumerables son los milagros que se dice ha obrado a sus devotos: curando enfermos, dando la paz a los hogares, aumentando las vocaciones religiosas, en fin derramando sus gracias a quienes las solicitan con fe. Esta gratitud se exterioriza el día de la Fiesta de la Candelaria, la cual se celebra el 2 de febrero con gran solemnidad, cuando los peregrinos de diversas regiones del país visitan a la Virgen. Es la tercera romería más grande del departamento de Boyacá. Ella ha acompañado a su pueblo y devotos por más de 260 años.

## Ferias y Fiestas

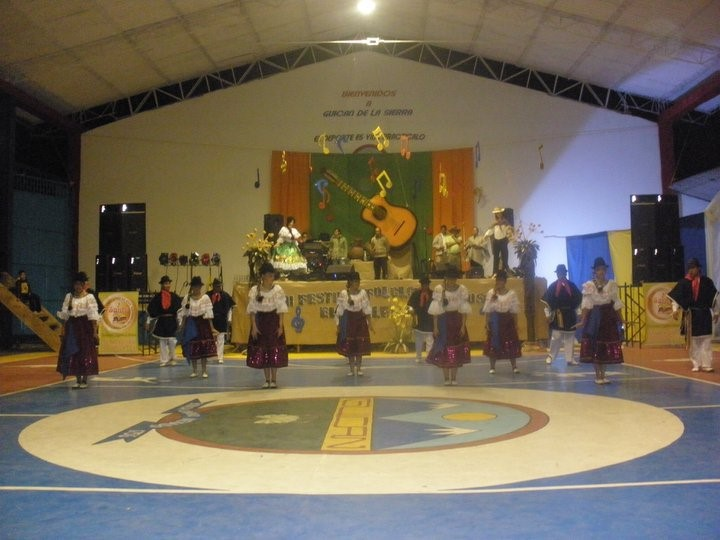
Festival Folclórico de Música Colombiana y Danza "Frailejón de Oro" de Güicán de la Sierra.

- Fiesta de la Virgen Morenita de Güicán, Patrona del municipio.
- Fiesta de la Virgen del Carmen.
- Festival Folclórico Frailejón de Oro de Güicán.
- Carrera Atlética "Primero de Mayo".
- Solemnidad del Corpus Christi.
- Solemnidad de la Inmaculada Concepción.
- Aguinaldo Güaicani.

## Educación

### Colegios

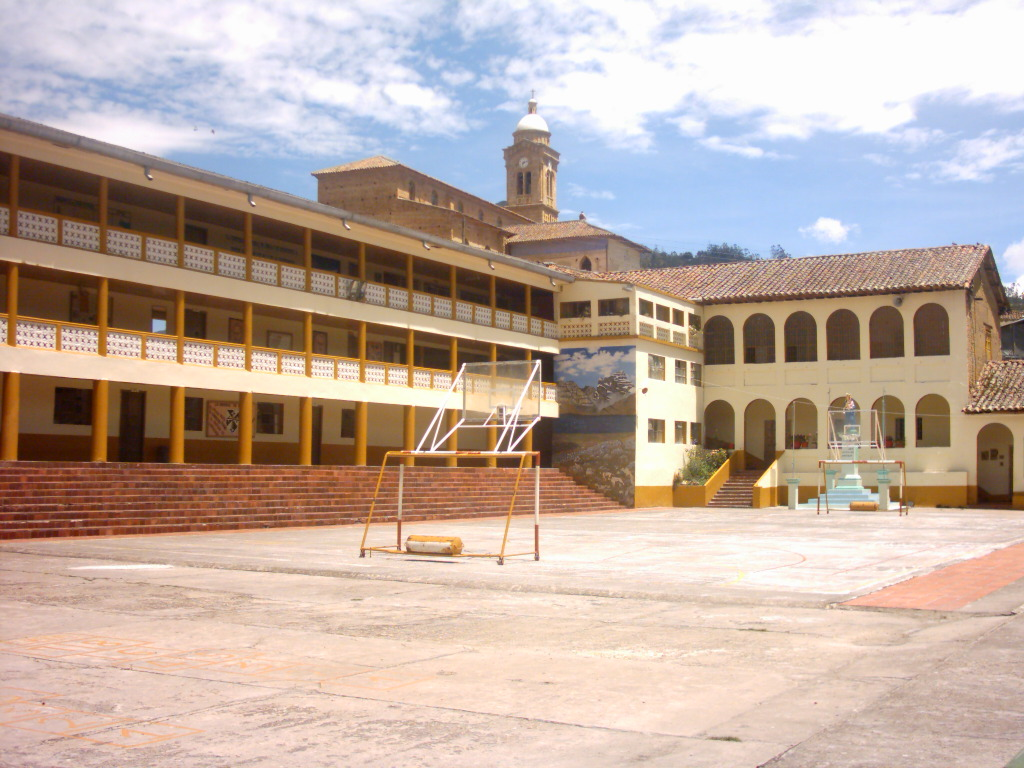
Antigua planta física de la ENS Nuestra Señora del Rosario de Güicán.

#### Escuela Normal Superior Nuestra Señora del Rosario de Güicán
Fundada en enero de 1932 por el Reverendo Padre Siervo de Jesús Barón (hijo sacerdote de Güicán) y por los Dominicos, el Reverendo Padre Saturnino Gutiérrez y la Madre Gabriela de San Martín. Institución educativa Rosarista. Desde sus inicios hasta el año 2005 estuvo dirigida por las Hermanas Dominicas de Santa Catalina de Siena. Ofrece los niveles de: Preescolar, Básica Primaria, Básica Secundaria, Media Académica y Formación Complementaria.

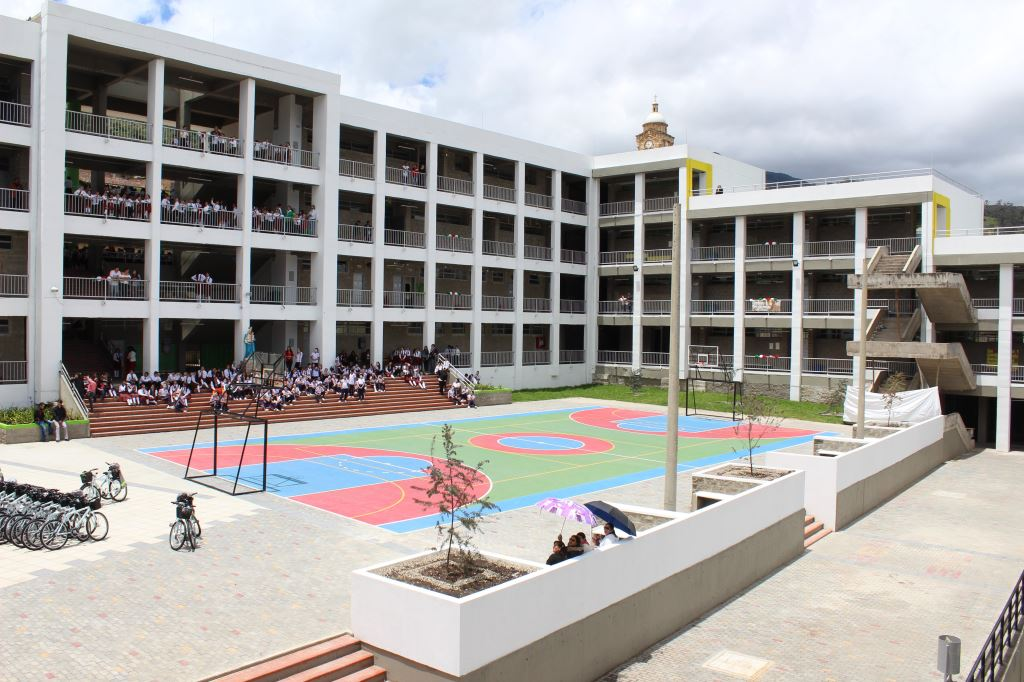
Nueva Normal de Güican de la Sierra.

#### Escuelas Rurales
- Carmelo Barón, o La Güadita.
- Julio J Cristancho.
- El Mosco.
- Francisco J.de C.
- Simón Torres.
- San Francisco.
- San Roque.
- La Candelaria.
- Bellavista.
- El Higuerón.
- San Antonio.
- La Pajita.
- Piedra Echada.
- San Luis.
- El Jordán.
- San Juan de Nepomuceno.
- El Cardón.
- Suraquecia.
- Sisga.

## Economía
El principal producto agrícola del municipio es la papa; otros productos que se destacan son la arveja, el maíz, las habas y la uchuva. También se desarrolla la ganadería bovina, ovino y caprino.[cita requerida]

## Transporte y vías de comunicación
- Terrestres:

Para ir a Güicán distancia de Bogotá 388 km en bus en la Terminal de Transportes de Bogotá por carretera se toma la Ruta Central del Norte o Ruta 55 hasta el municipio de Soatá, donde se puede elegir la vía por el municipio de Boavita o el municipio de Capitanejo. El estado de la vía por el municipio de Capitanejo se puede ver gravemente afectado si hay lluvias. 
Si se toma la vía por Capitanejo desde Soatá, se pasa por los municipios de Tipacoque, Capitanejo, El Espino y Panqueba. 
Si se toma la vía por Boavita desde Soatá, se pasa por los municipios de Boavita, La Uvita, San Mateo, Guacamayas y Panqueba. 
| Operador                                       | Horario en Bogotá                             | Horario en Güicán                            |
| ---------------------------------------------- | --------------------------------------------- | -------------------------------------------- |
| Expreso Paz de Río - Gacela                    | 6:00 a. m./2:00 p. m./ 6:00 p. m./ 9:00 p. m. | 3:30 a. m./10:00 a. m./5:00 p. m./7:00 p. m. |
| 6:00 a. m./ 2:00 p. m./ 6:00 p. m./ 9:00 p. m. | 4:00 a. m./10:00 am/5:00 p. m./7:00 p. m.     |                                              |

| Operador                                       | Horario en Bogotá                             | Horario en Güicán                            |
| ---------------------------------------------- | --------------------------------------------- | -------------------------------------------- |
| Expreso Paz de Río - Gacela                    | 6:00 a. m./2:00 p. m./ 6:00 p. m./ 9:00 p. m. | 3:30 a. m./10:00 a. m./5:00 p. m./7:00 p. m. |
| 6:00 a. m./ 2:00 p. m./ 6:00 p. m./ 9:00 p. m. | 4:00 a. m./10:00 am/5:00 p. m./7:00 p. m.     |                                              |

| Empresa          | horario                                  |
| ---------------- | ---------------------------------------- |
| Cootradatíl LTDA | 4:30 a. m./20:00 p. m. ► cada 30 minutos |

| Empresa          | horario                                  |
| ---------------- | ---------------------------------------- |
| Cootradatíl LTDA | 4:30 a. m./20:00 p. m. ► cada 30 minutos |

Los buses realizan la siguiente ruta: Bogotá - Tunja - Duitama - Soatá - Boavita - San Mateo - Guacamayas - El Cocuy - Güicán.
El costo del pasaje entre Bogotá y Güicán es de 100.000 pesos.
Desde la ciudad de Duitama se puede tomar la empresa "Cootradatil".
Para llegar a Güicán desde otras ciudades es necesario llegar a Bogotá, Tunja, Duitama o Soatá, dado que únicamente desde allí se puede encontrar bus directo hacia Güicán.
- Aéreas: ✈ El transporte aéreo hacia Güicán se puede realizar hasta el municipio de El Espino, los vuelos comerciales son de muy baja frecuencia que cuenta con aeródromo que tiene una pista aérea sus 825 metros por 15 de ancho permite el aterrizaje a 5 minutos del perímetro urbano se encuentra el Aeropuerto El Espino la aerolínea AeroBoyacá presta el servicio desde Aeropuerto Guaymaral o en su sede Aeropuerto Juan José Rondón

## Turismo

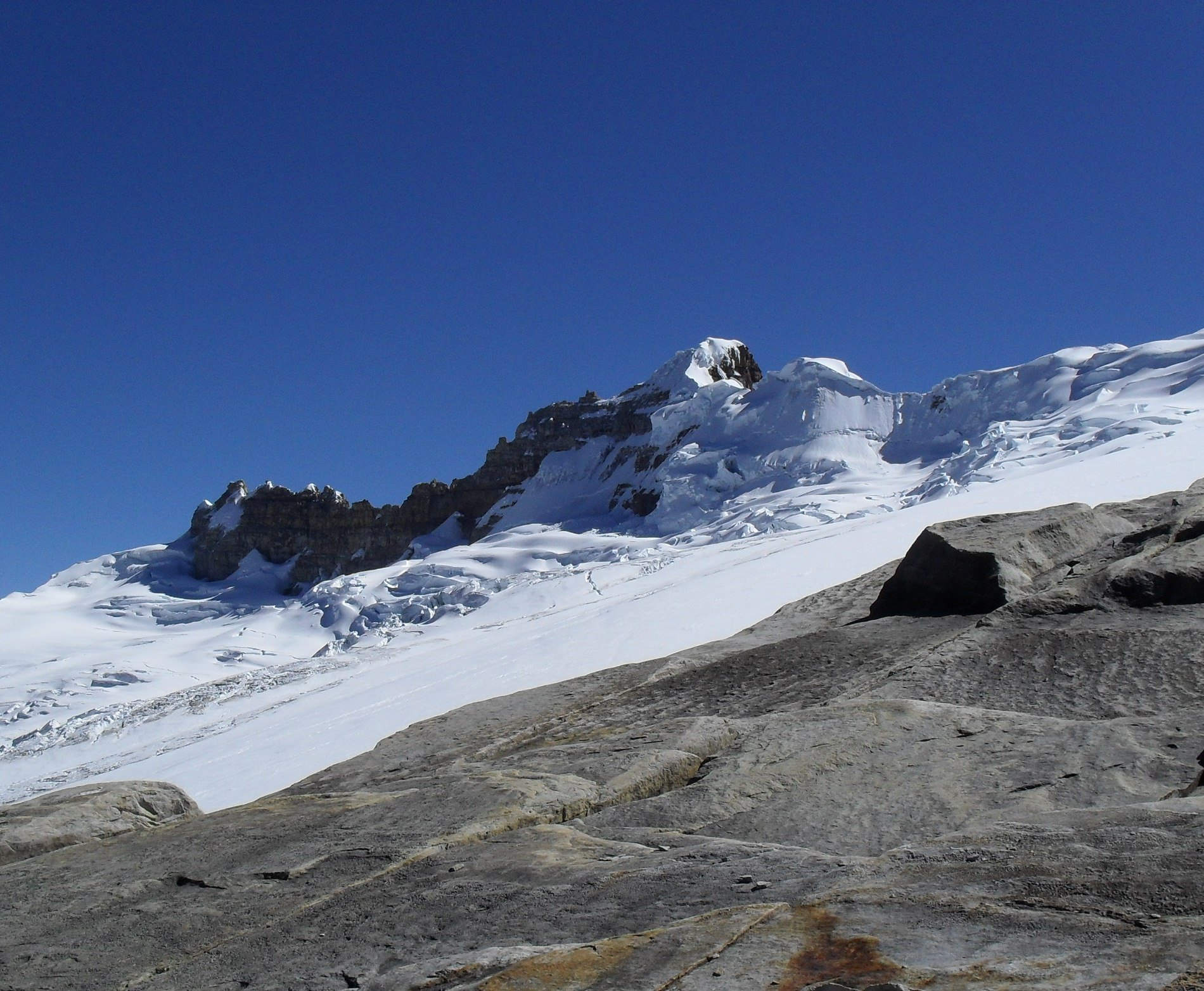
Ritacuba negro
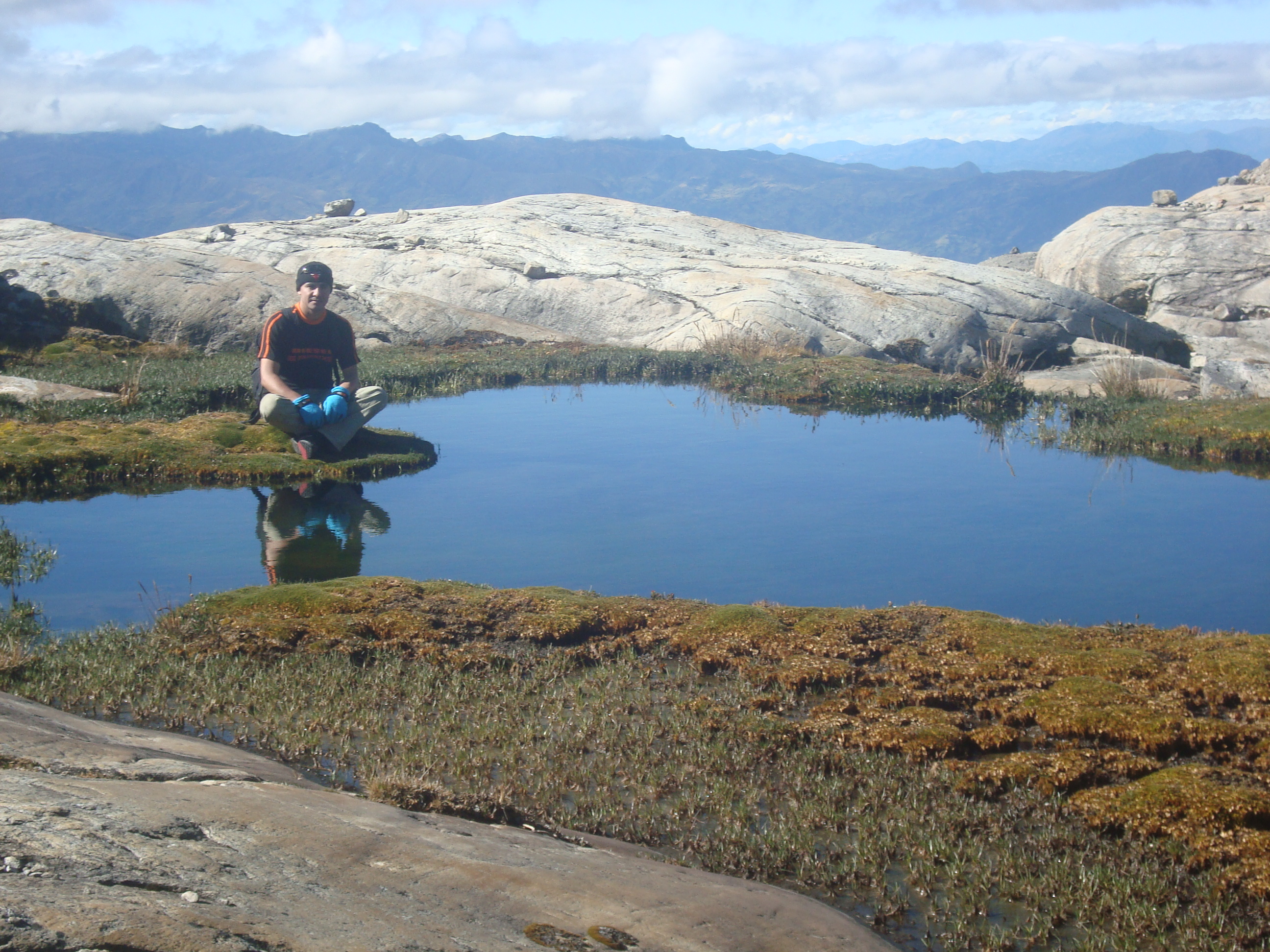
Cojines de plantas sobre el agua en Güicán
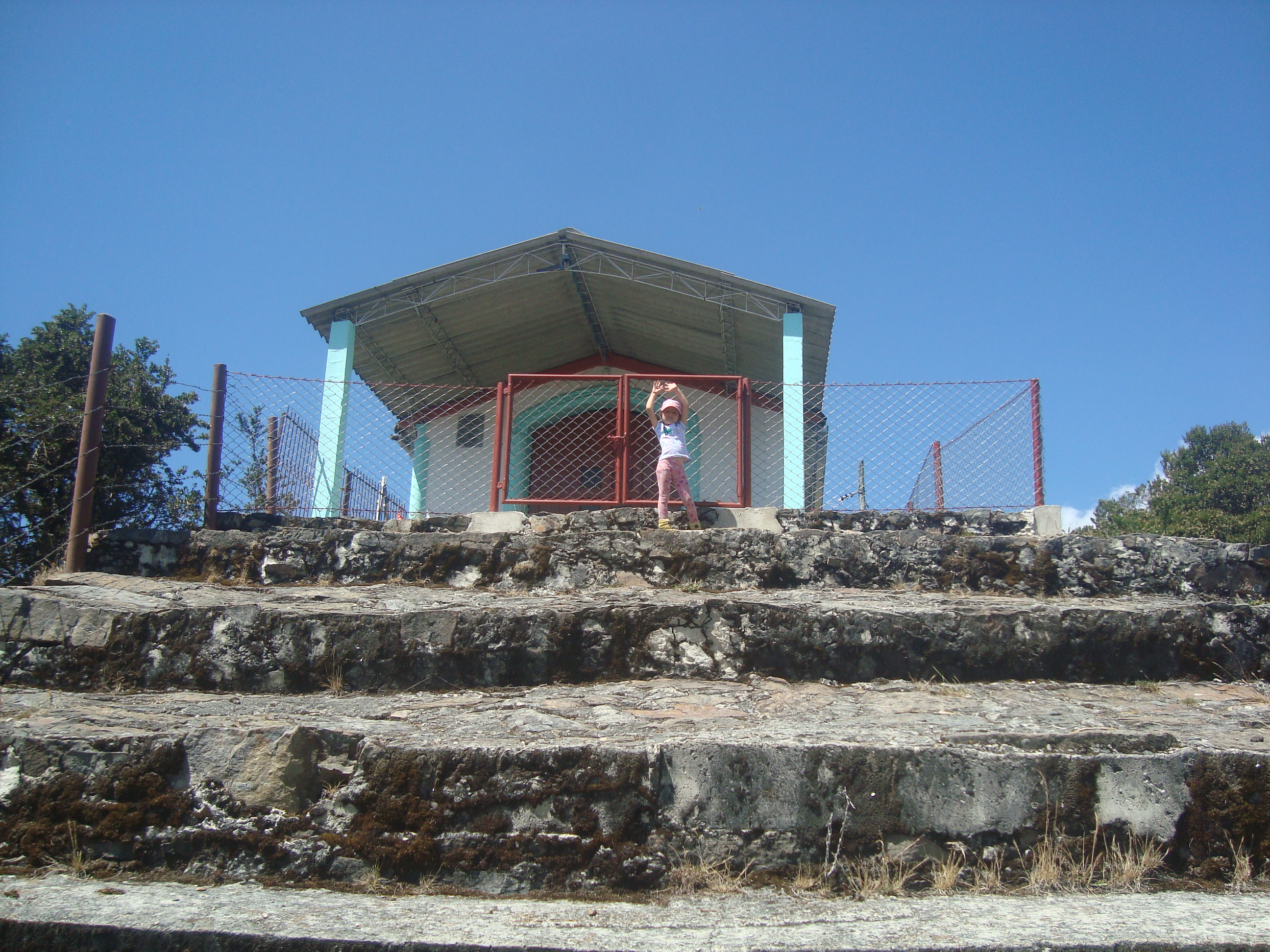
El Cerro de Monserrate
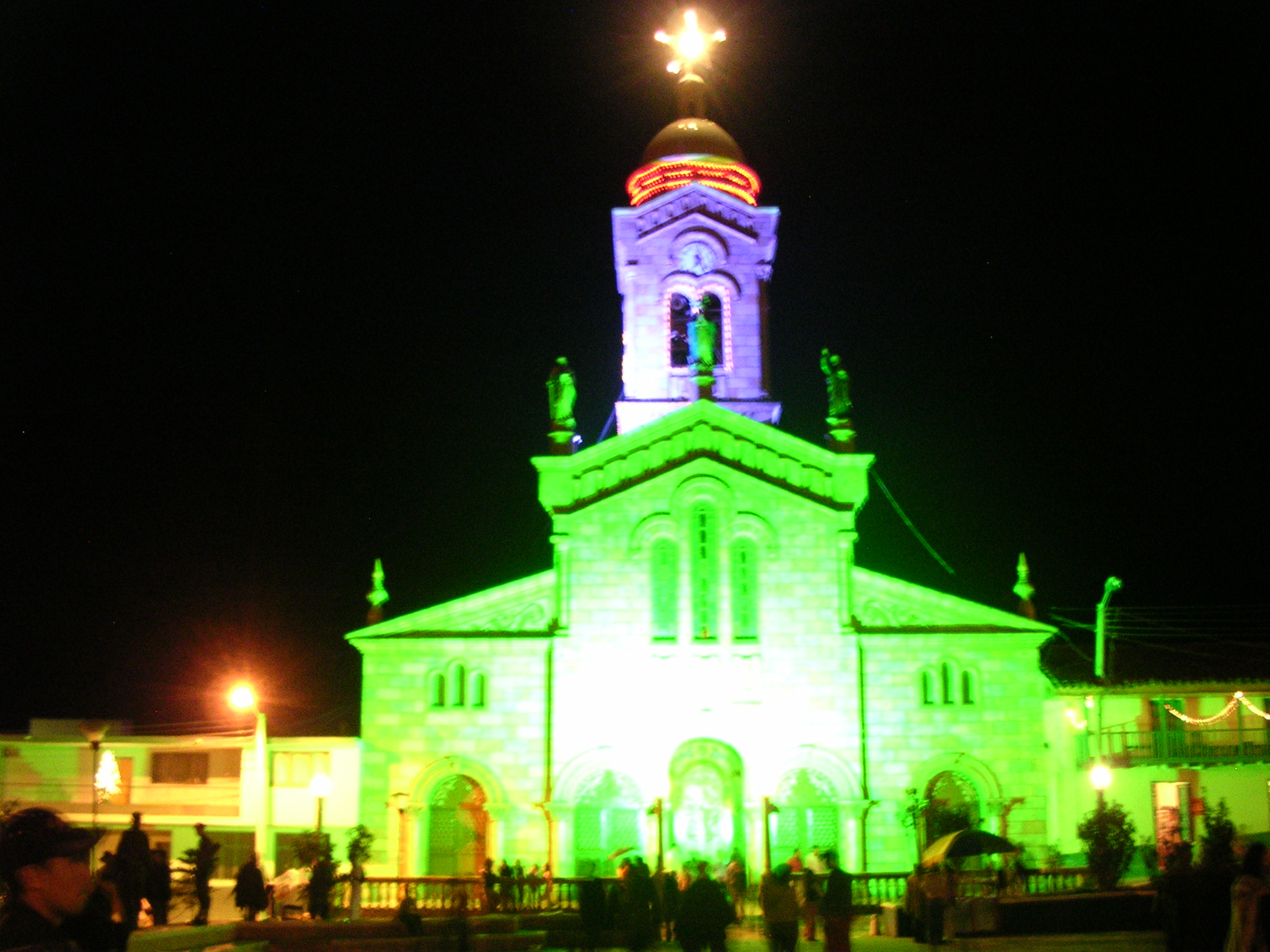
Iglesia de Güicán

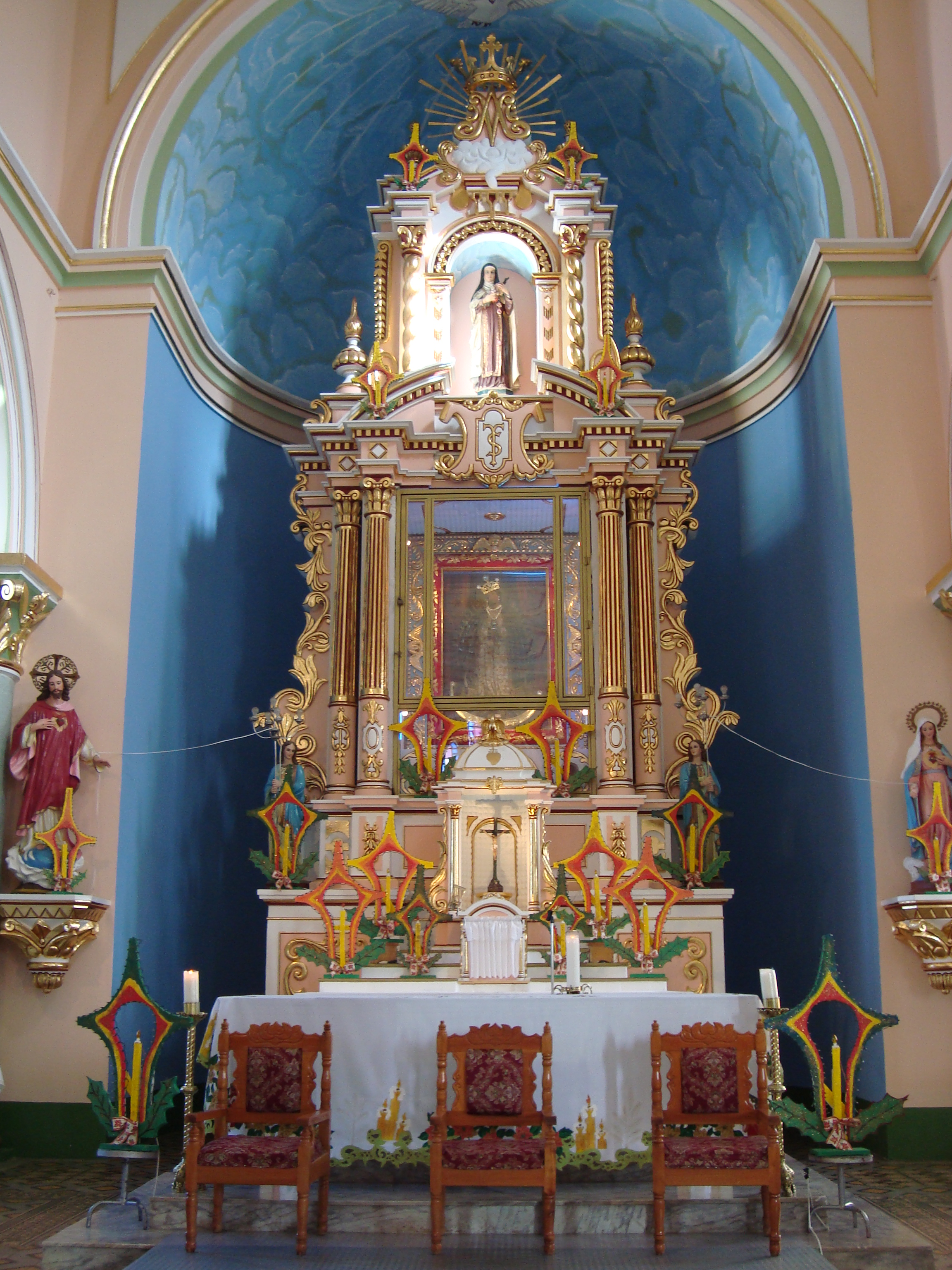
Altar mayor del Santuario de la Virgen Morenita.

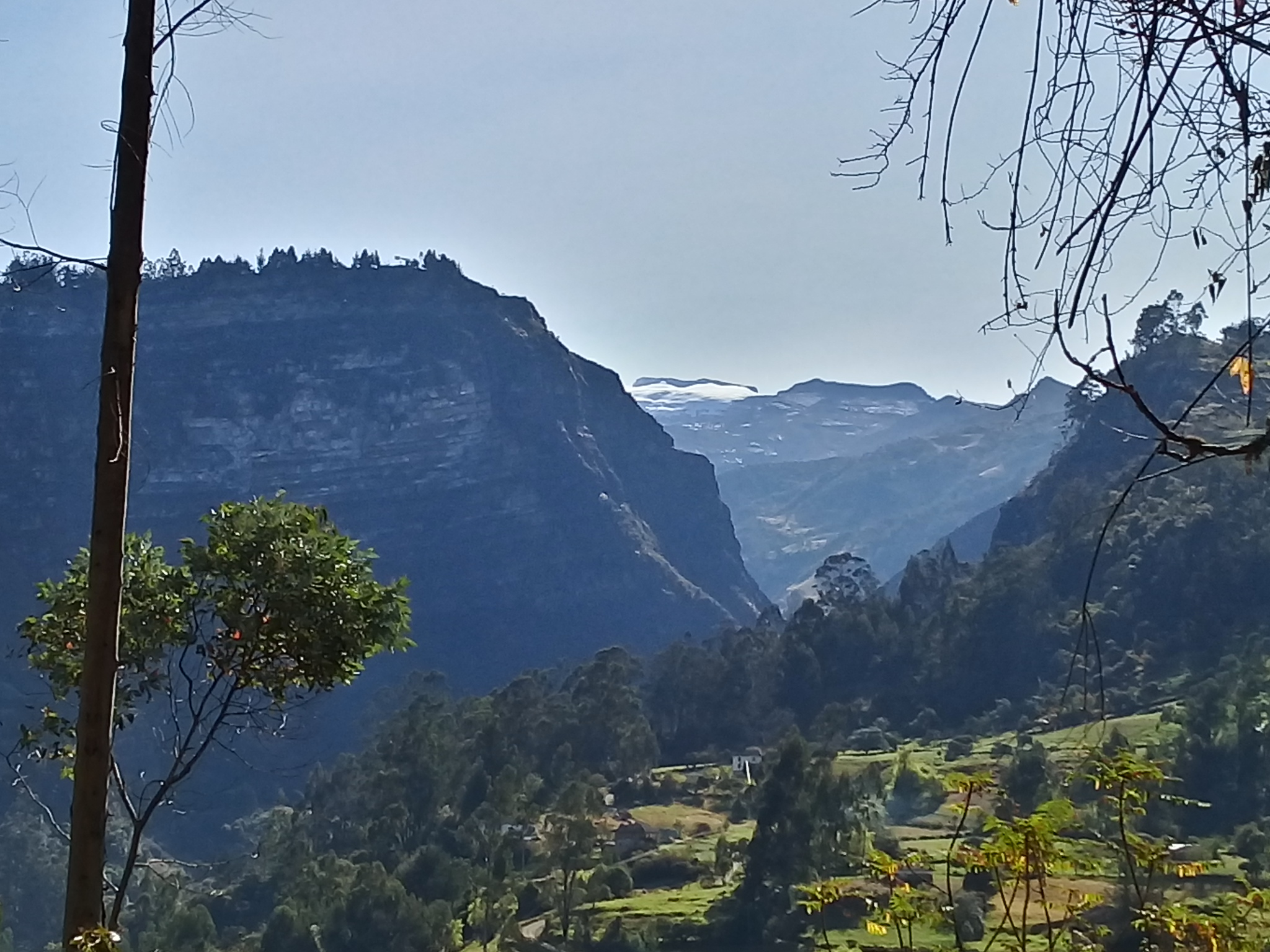
El Peñón de los Muertos o de la Gloria

El municipio de Güicán de la Sierra cuenta con atractivos turísticos y culturales como: el parque nacional natural El Cocuy, el cual cuenta con 18 picos nevados perpetuos y 4 temporales, la famosa piedra del púlpito del diablo, y el pico más alto el ritak uwa blanco. y el negro para llegar al nevado todas las rutas sean de Güicán o El Cocuy ingresan al municipio ya que es el único que tiene rutas de acceso directo al nevado. en la parte posterior se encuentra el valle de los cojines , la laguna de la plaza, de la isla que actualmente no esta permitido visitar por un acuerdo con los indígenas.

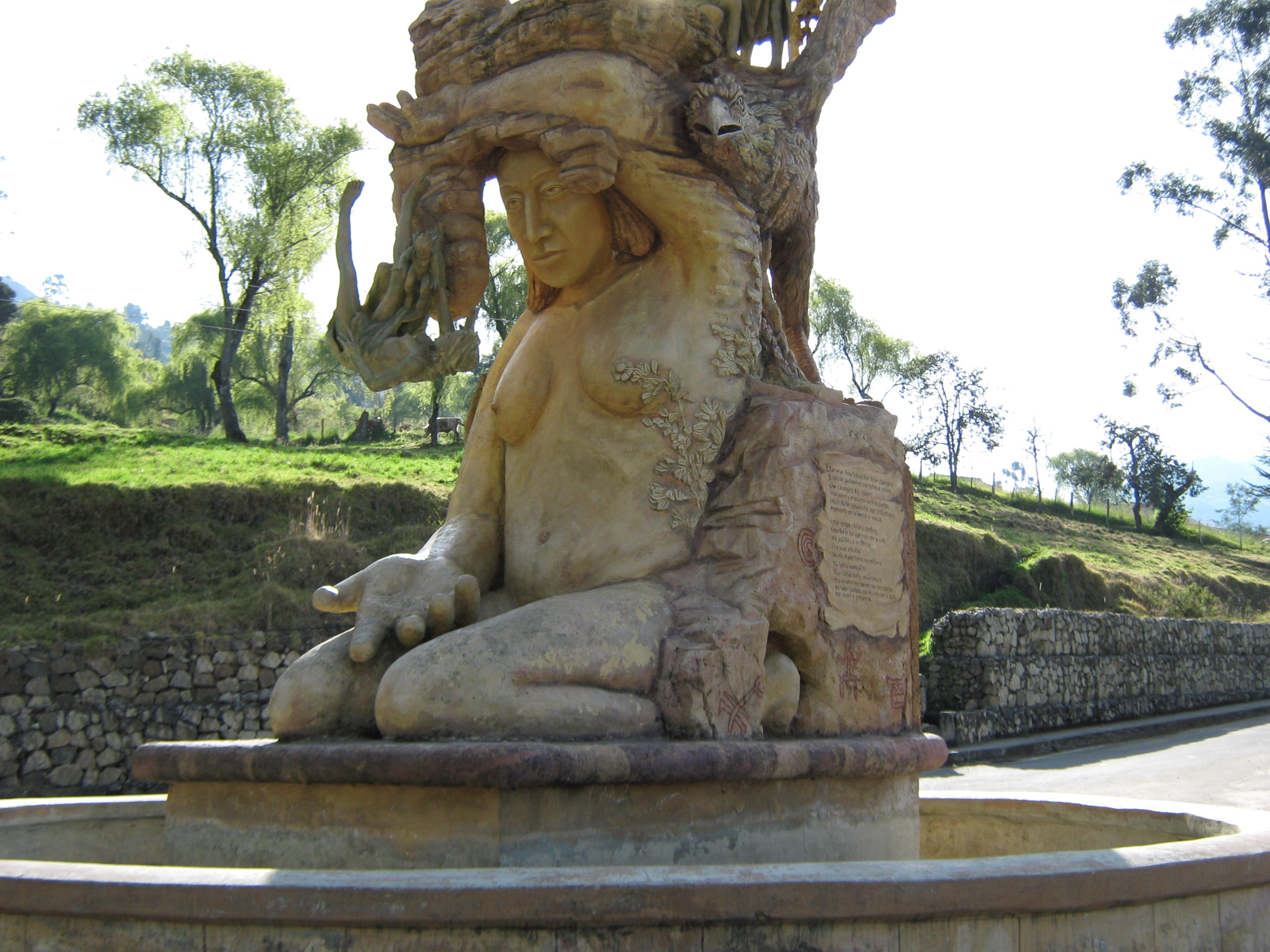
Monumento a la dignidad indígena de Güicán.

Monumentos: A la entrad del pueblo se puede apreciar en la parte central el "tributo a los Indígenas U'wa, al costado izquierdo la "gruta de la Morenita" y al lado derecho el "tronco de la virgen del Carmen"; en el parque central en sus jardines se encuentran "el cóndor", "el oso de antejos", "el venado", "el puma", "el lagarto collarejo" que representan la fauna y florea de la región; y en el centro frente a la iglesia la representación de la entrega del cuadro de la virgen Morenita a los tunebos y "el árbol de la vida"; en la salida para la vereda del calvario y san roque en el barrio villa nevada se encuentra "la vaca" homenaje a la mujer campesina; en la salida para la vereda san ignacio en la última de sus calles en la parte alta esta "el arriero" homenaje al campesino. y en una de las esquinas del parque principal se encuentra la representación de "las piletas" antiguo acueducto del municipio.
Cueva de la Cuchumba, que se encuentra al costado izquierdo del sendero que lleva a la laguna grande de la sierra, lugar donde los indígenas ocultaron el cuadro de la virgen Morenita. El Cerro de Monserrate, ubicado en la vereda Tabor donde al igual que en el cerro bogotano de Monserrate, se encuentra una capilla con la estatua de "Nuestro Señor Caído de Monserrate", este sendero lo utilizaban los montañistas para realizar caminatas ecológicas y de aclimatamiento antes de intentar el ascenso al nevado. 
Tres fuentes de aguas termales, "las piscinas de san luis" cuenta con dos piscinas de aguas calientes y una pileta que provienen del nacimiento y son llevadas directamente sin filtrar por una bocatoma por lo que esta presenta una turbiedad natural por las algas, animalitos acuáticos inofensivos y minerales siendo esta agua completamente segura y saludable. "las piscinas del hotel ecológico el nevado" cuenta con dos piscinas para adultos y niños respectivamente, las cuales tienen menor temperatura que las de San Luis,  y la fuente natural el "chorro" la cual es una pequeña caída de agua caliente natural, gratuita para el público utilizada para realizar masajes muy confortables y saludables ubicada a pocos metros antes de llegar a las piscinas de San Luis en un pequeño pozo natural. También hay un pequeño pozo de agua azufrada ubicado a la orilla de la carretera que lleva a una piscina muy visitada por las personas para realizar baños en el rostro para curar el acné y las manchas de la piel.
Petroglifos de Malpaso, realizados por los indios uwa sobre unas rocas ubicadas al lado de un camino en la zona llamada mal paso. representan figuras geométricas, antropomorfas y de seres al parecer extraterrestres, algunas rocas pintadas fueron dañadas por visitantes inescrupulosos que no respetan el patrimonio cultural.
El Peñón de los Muertos o de la Gloria, lugar donde los indios tunebos al ser perseguidos por los españoles decidieron arrojarse de allí antes que ser esclavos, para esto, emborrachaban a las mujeres con chicha y a los niños los introducían en vasijas de barro o múcuras que cargaban en sus brazos las madres antes de saltar al vacío para evitarles el terrible miedo que se siente al pararse a la orilla del abismo. aún hoy día, los caminantes que realizan recorridos al pie del peñón encuentran entre las rocas restos de vasijas, huesos humanos, pequeñas cuentas de oro que hacían parte de los collares de las mujeres, algunos afortunados han encontrado flechas completas, y adornos.
El Santuario de la Virgen Morenita de Güicán, el cual es un gran templo compuesto por tres naves, un campanario con sus 4 relojes que aún funcionan y en su nave central se encuentra el cuadro original de la Virgen Morenita de Güicán.
La Capilla del Alto de San Ignacio de Loyola, recinto que en épocas pasadas fue destinado como cementerio para enterrar solamente niños sin bautizar y Fosa común. 
La Capilla de la Vereda San Antonio de la Cueva y casas virreinales en veredas y en el centro urbano.